# Walter Brueggemann
Walter Brueggemann (Tilden, 11 marzo 1933 – Traverse City, 5 giugno 2025) è stato un insegnante, teologo e biblista statunitense, professore emerito di Antico Testamento.

## Biografia
Figlio di un pastore protestante tedesco, Brueggemann si laureò all'Elmhurst College e conseguì il dottorato allo Eden Theological Seminary (nel 1961), allo Union Theological Seminary di New York e allo Saint Louis University (nel 1974). Fu professore di Antico Testamento allo Eden Theological Seminare e nel 1986 divenne professore al Columbia Theological Seminary, diventando emerito nel 2000.
Brueggemann fu un esponente del criticismo retorico e autore di più di 60 libri, centinaia di articoli e alcuni commentari a libri della Bibbia. Partecipò a numerose trasmissioni televisive sulla Genesi.
Fu ministro della United Church of Christ.